# Soepsa (rivier)
De Soepsa (სუფსა) is een 108 km lange rivier in Georgië.  Ze ontspringt in het Meschetigebergte (Goeria), in het zuidwesten van het land op een hoogte van 2800 meter boven zeeniveau. Het is de enige rivier die door alle gemeenten van Goeria stroomt. De rivier mondt bij de stad Soepsa uit in de Zwarte Zee.